# Janja (rivière)
Pour les articles homonymes, voir Janja.
La Janja est une rivière de Bosnie-Herzégovine. Elle est un affluent gauche de la Drina, donc un sous-affluent du Danube par la Save. Elle fait partie du bassin versant de la mer Noire.

## Géographie
Sa longueur est de 53 km. 
La Janja prend sa source à l'est de Tuzla, sur les pentes septentrionales du mont Majevica, dans la région de Semberija. La plus grande partie de sa course s'effectue dans la municipalité d'Ugljevik. La Janja se jette dans la Drina à proximité de la localité de Janja.